# Gloria Macapagal-Arroyo
Gloria Macapagal-Arroyo (ur. 5 kwietnia 1947 w San Juan) – polityk filipińska, senator (1992–1998), wiceprezydent Filipin w latach 1998–2001, prezydent Filipin od 2001 do 2010. Deputowana do Izby Reprezentantów (2010–2019 i od 2022) i jej przewodnicząca w latach 2018–2019. 

## Życiorys
Jest doktorem nauk ekonomicznych. Jej ojciec, Diosdado Macapagal, był prezydentem Filipin w latach 60. XX wieku. Podczas studiów na Uniwersytecie Georgetown w Waszyngtonie poznała Billa Clintona, późniejszego prezydenta USA. Była wykładowcą uniwersyteckim, podsekretarzem stanu w ministerstwie handlu na Filipinach (1987–1992).
Od 1998 pełniła urząd wiceprezydenta. W 2001 została prezydentem Filipin, po odsunięciu z urzędu z powodu oskarżeń o malwersacje finansowe prezydenta Josepha Estrady. W maju 2004 wygrała wybory prezydenckie i została zaprzysiężona na drugą kadencję. Urząd pełniła do czerwca 2010.
Od 2010 roku jest deputowaną do Izby Reprezentantów, gdzie w latach 2016-2017 i 2022-2023 pełniła funkcję wiceprzewodniczącej, a od 2018 do 2019 była przewodniczącą Izby. 
26 listopada 2020 prezydent Rodrigo Duterte mianował Arroyo swoją doradczynią.